# Food Fight (jogo eletrônico)
Food Fight (também conhecido como Charley Chuck's Food Fight) é um jogo eletrônico para arcade lançada pela Atari em 1983. O jogador controla o personagem Charley Chuck, que tenta comer o sorvete de casquinha antes que derreta, enquanto desvia dos ataques alimentício dos cozinheiros.
O jogo foi lançado para Atari 7800 em 1986 e para Atari XEGS em 1988. A versão para Atari 2600 foi planejada, porém foi cancelada.
O jogo Food Fight teve sua referência no filme Detona Ralph.

## Legado
A versão arcade de Food Fight foi incluída na compilação Game Pack 012 para Xbox 360 e Microsoft Windows, por meio do já extinto serviço Game Room da Microsoft.